# Guerau de Spes
Guerau de Spes (* 1524 in Lleida; † 1572) war von November 1568 bis Januar 1571  Gesandter von Philipp II. von Spanien bei Elisabeth I. von England.

## Leben
Von 1558 bis 1568 verschlechterten sich die diplomatischen Beziehungen zwischen Philipp II. und Elisabeth I. von England.
Der englische Gesandte in Madrid John Man hatte den Papst als frömmelnden kleinen Mönch bezeichnet, worauf ihn Philipp II. aus Spanien auswies, den Priester Diego de Silva y Guzmán als Gesandter in London abberief und Guerau de Spes als Ambassador to the Court of St James’s entsandte.
Gerardo de Espès beschrieb William Cecil, 1. Baron Burghley: Er ist ein gemeiner Mann, zwar sehr klug, falsch, verlogen, voller List, ein großer Ketzer und närrisch genug zu glauben, dass alle die christlichen Fürsten vereint nicht in der Lage sind, die Hoheit seines Landes zu verletzen.
In den spanischen Niederlanden begann der Aufstand der Geusen. Das königliche Schatzamt in Sevilla sandte im November 1568 fünf Schiffe mit 40.000 Pfund in Gold, mit welchem Fernando Álvarez de Toledo, Herzog von Alba, Truppen zum Niederschlagen des Aufstandes rekrutieren sollte. Diese Schiffe wurden von hugenottischen Privateers angegriffen und suchten Schutz in britischen Gewässern. Spes erklärte Elisabeth I., das Gold gehöre den Bankiers von Philipp II. und sei nach Antwerpen geschickt worden, und fragte um Schutz an. Elisabeth I. sagte zu und die Mehrheit der Schiffe ging in englischen Häfen vor Anker. Zu diesem Zeitpunkt erfuhr Elisabeth I. von einem Angriff der Spanier auf eine britische Kolonie in San Juan de Ulúa und ordnete die Beschlagnahmung der Schiffe und das Verbringen des Goldes in den Tower an.
Worauf Fernando Álvarez de Toledo, Herzog von Alba, auf Spes' Rat britische Handelsschiffe im Hafen von Antwerpen beschlagnahmen ließ. Spes wurde daraufhin unter Hausarrest gestellt.
In einem Brief vom 14. Februar 1569 behauptete Spes, John Hawkins habe in Florida eine Kolonie gegründet, nachdem sie San Juan de Ulúa verloren hätten.
Roberto Ridolfi (1531–1612) berichtete Spes über eine Verschwörung gegen William Cecil und Elisabeth I. Nachdem die Ridolfi-Verschwörung im Januar 1571 aufgedeckt war, wurde Spes aus England ausgewiesen.
Im April 1571 hatte Spes regen Briefverkehr.